# Рефлекс Жуковского — Корнилова
Рефлекс Жуковского — Корнилова (патологический стопный сгибательный рефлекс) — патологический рефлекс проявляющийся в сгибании II—V пальцев стопы при ударе неврологическим молоточком по середине её подошвенной поверхности непосредственно под пальцами.

## Патофизиология
Является проявлением поражения системы центрального двигательного нейрона, которая включает двигательные нейроны прецентральной извилины коры головного мозга, а также их аксоны, составляющие кортикоспинальный путь (лат. tractus corticospinalis), идущие к двигательным нейронам передних рогов спинного мозга. Волокна кортикоспинального пути проводят тормозные импульсы, которые препятствуют возникновению онтогенетически более старых сегментарных спинальных рефлексов. При поражении системы центрального двигательного нейрона поступление тормозных импульсов к двигательным нейронам спинного мозга прекращается, что в частности проявляется возникновением патологического рефлекса Жуковского-Корнилова, названного по фамилиям невропатологов Михаила Жуковского (?—1916) и Александра Корнилова (1855—1926), кроме того, данный рефлекс был описан академиком Бехтеревым (наряду с рефлексом Бехтерева — Менделя, проявляющимся в сгибании II—IV пальцев ноги при ударе молоточком по тыльной поверхности стопы).